# 6500 Kodaira
6500 Kodaira è un asteroide areosecante. Scoperto nel 1993, presenta un'orbita caratterizzata da un semiasse maggiore pari a 2,7536674 UA e da un'eccentricità di 0,4182010, inclinata di 29,31064° rispetto all'eclittica.